# Naima Jakobson
Naima Jakobson, född 9 december 1866 i Helsingfors, död där 16 oktober 1923, var en finländsk författare. 
Efter studentexamen 1887 och filosofie kandidatexamen 1891 var Jakobson verksam som lärare i svenska och historia vid Svenska fruntimmersskolan och Svenska fortbildningsläroverket i Helsingfors. Som författare framträdde hon i prosaboken Befrielse (1920) och den postuma volymen Dikter (1924) med förord av Nino Runeberg. Hennes poesi bärs av en djup religiositet, där mystiken ges en ovanlig intensitet i trots mot det traditionella formspråket. Få lyriker i finlandssvensk litteratur har skrivit så personligt om grundläggande trosproblem.